# Calenberger Kreditverein
Der Calenberger Kreditverein (Calenberg-Göttingen-Grubenhagen-Hildesheim’scher ritterschaftlicher Kreditverein) ist ein öffentlich-rechtliches Realkreditinstitut mit Sitz in Hannover.

## Geschichte
Die Gründung erfolgte im Jahr 1825 durch „die Ritterschaften der Fürstentümer Calenberg, Grubenhagen und Hildesheim und der mit diesen Provinzen verbundenen Landesteilen des Königreichs Hannover“ durch eine königlich genehmigte Satzung. Neben dem Ritterschaftlichen Kreditinstitut Stade in Stade ist der Calenberger Kreditverein heute die einzige von einer Ritterschaft getragene Bank.
Die seit jeher verfolgte und in einer Satzung bis heute festgehaltene Zielsetzung war es, seinen Mitgliedern langfristige Darlehen zu günstigen Konditionen zu gewähren. Die Refinanzierung erfolgt bis heute durch die Ausgabe von Pfandbriefen, die durch Hypotheken und Grundschulden abgesichert werden.
Im Jahr 2005 war die Existenz des Calenberger Kreditvereins durch die Novellierung des Pfandbriefgesetzes bedroht. Nur durch die Befreiung des Instituts von den Anforderungen der Mindesteigenkapitalregelung in Höhe von 25 Mio. € konnte der Erhalt gesichert werden.

## Organisationsstruktur
Träger sind die Calenberg-Göttingen-Grubenhagen’sche Ritterschaft und die Hildesheim’sche Ritterschaft.

## Geschäftsausrichtung und Geschäftserfolg
Im Bereich Landwirtschaft vergibt die Bank langfristige Festzinsdarlehen, Förderkredite und Erntekredite (Agrarkredit). Des Weiteren werden Wohnungsbaukredite angeboten und Darlehen der Kreditanstalt für Wiederaufbau vermittelt. Im Einlagengeschäft werden in erster Linie Sparbriefe („Calenberger Wertbrief“) ausgegeben.

## Gebiet der Geschäftstätigkeit
Das satzungsgemäße Geschäftsgebiet umfasst den ehemaligen Regierungsbezirk Hannover, den südlichen Teil des ehemaligen Regierungsbezirks Braunschweig einschließlich der Landkreise Peine und Gifhorn sowie den südlichen Teil des ehemaligen Regierungsbezirks Lüneburg. Darüber hinaus sind ebenfalls satzungsgemäße Beleihungen außerhalb des Geschäftsgebiets zulässig, sofern sie mit solchen innerhalb des Geschäftsgebietes in wirtschaftlichem Zusammenhang stehen.